# Municipalité de Visaginas
La municipalité de Visaginas (en lituanien : Visagino savivaldybė) est l'une des soixante municipalités de Lituanie. Son chef-lieu est Visaginas.

## Seniūnijos de la municipalité de Visaginas
En 2019,  neuf seniūnijos ont été approuvés par le conseil municipal.